# Linkwood

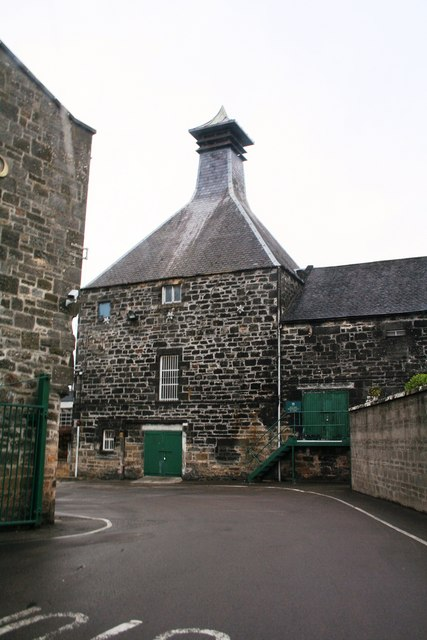
Deel van de Linkwood Distillery

Linkwood is een whiskystokerij in Elgin, in de Schotse whiskyregio Speyside. De stokerij is in 1821 opgericht door Peter Brown, en startte in 1825 de productie met twee destilleerketels, tot een productie van 4500 liter alcohol per jaar. De stokerij werd tot de dood van Brown in 1868 geleid door James Walker. Na Browns dood ging het eigendom en het bestuur van de stokerij over op zijn zoon, William Brown.
Wiliam Brown, bijgestaan door architect Methven, ontwierp zelf een nieuwe stokerij, die hij tussen 1872 en 1873 op dezelfde locatie liet bouwen ter vervanging van de oude stokerij. Deze nieuwe stokerij had een capaciteit van 227.000 liter per jaar. Na de dood van William Brown werd de Linkwood-Glenlivet Company opgericht om de stokerij in onder te brengen, en naar de beurs gebracht door zijn erven. De stokerij werd verder uitgebreid tot een capaciteit van 454.000 liter per jaar.
In 1902 sloot Innes Cameron zich aan bij het bestuur van de Linkwood-Glenlivet Company, en werd hij aangesteld als algemeen manager, een positie die hij tot zijn dood in 1932 vervulde. Toen hij stierf was hij de grootste aandeelhouder in het bedrijf. Het bedrijf werd verkocht aan Scottish Malt Distillers, dat later onderdeel werd van United Distillers.
Nadat de stokerij tussen 1941 en 1945 stilgelegen had wegens een gebrek aan graan tijdens de Tweede Wereldoorlog kwam Linkwood onder het bestuur van Roderick Mackenzie, die van mening was dat de gehele atmosfeer in de stokerij bijdroeg aan de uiteindelijke whisky. In 1962 besloot eigenaar Scottish Malt Distillers dat de stokerij volledig gerenoveerd moest worden. Mackenzie leidde de renovatie in zijn laatste jaar als algemeen manager. De stokerij werd aangesloten op het elektriciteitsnet ter vervanging van de stoommachine en het waterrad waarmee de stokerij tot dan toe mechanisch aangedreven werden, en de stookketels werden vervangen door exacte replica's van de oude ketels..
In 1971 werd een tweede stokerij naast de eerste gebouwd, met als naam Linkwood B. Deze nieuwe stokerij had stoomverwarmde ketels. Ook de ketels in de eerste stokerij werden geschikt gemaakt en omgebouwd om verhit te worden met stoom. Met deze tweede distilleerderij kwam de totale capaciteit van de stokerijen samen op 2,5 miljoen liter per jaar.
Tussen 1985 en 1990 is de stokerij tijdelijk gesloten geweest.
De stokerij heeft op het moment drie officiële bottelingen: de Linkwood Flora & Fauna (12 jaar) en de Rare Malts Collection (26 en 30 jaar). Ook bestaan er diverse onafhankelijke bottelingen. Het overgrote deel van de productie (98 tot 99%) wordt gebruikt in blended whiskies van eigenaar Diageo.